# Bernard d'Agesci
Bernard d'Agesci, a fost pseudonimul lui Augustin Bernard (n. 11 martie 1756, Niort, Poitou-Charentes, Franța – d. 1828, Niort, Poitou-Charentes, Franța), un pictor francez de scene și portrete religioase și mitologice.

## Biografie
A manifestat un talent precoce pentru artă, care a fost remarcat de marchizul d'Argenson⁠(d), un colecționar de artă⁠(d) renumit. În 1779, încurajat de acesta, a părăsit Niort pentru a vizita muzeele din Paris și a urma o carieră în artă la Académie Royale⁠(d). Acolo, a fost elev al lui Jean-Bernard Restout⁠(d) și Louis Jean François Lagrenée. De asemenea, a făcut cunoștință cu Jacques-Louis David.
Patru ani mai târziu, a fost trimis la Vila Medici din Roma, ca pensionar al regelui Ludovic al XVI-lea, sub sponsorizarea lui Joseph-Marie Vien⁠(d). A obținut rapid un premiu la Accademia Clementina din Bologna pentru pictura sa Erato. La întoarcerea în Franța, a devenit pictor de portrete pentru aristocrație.
Revoluția a pus efectiv capăt carierei sale la Paris. În momentul în care se pregătea să devină membru al Academiei în 1792, aceasta a fost desființată. S-a reunit cu familia sa la Niort și a putut continua să lucreze cu relativ puține interferențe. A creat un mic muzeu și a fost implicat în organizarea primei biblioteci publice, donând 20.000 de volume aduse de la Paris cu ajutorul unui curator local. Interesul său pentru știință a dus și la înființarea unei grădini botanice.
Din 1802, a fost directorul Școlii Libere de Desen a comunității. Pe lângă picturile sale, a realizat mai multe retabluri pentru bisericile locale și a contribuit la restaurarea mai multor clădiri. În 1805, a întocmit o schiță pentru un proiect de creare a unei noi ramuri a artelor.
Casa pe care a proiectat-o singur, Villa Rose de influență italiană, este acum un reper istoric. Muzeul său, reorganizat și instalat într-o fostă școală de fete, a primit numele său.